# Hannover CL.III
O Hannover CL.III foi um avião de ataque ao solo biplano alemão, utilizado durante a Primeira Guerra Mundial. Era caracterizado pelo leme horizontal biplano, era altamente manobrável e muito resistente, e foi bem sucedido nos ataques contra as trincheiras aliadas.